# Gebundene Rede
Gebundene Rede oder auch gebundene Sprache ist die expliziten Regeln unterworfene Sprache. Insbesondere versteht man darunter metrisch geregelte Sprache, also beispielsweise nach Strophen und Versen gegliederte Sprache, wobei für Rhythmus (Versmaß) und Klang (Reim) spezifische Regeln gelten. Die Sprach-Regeln können aber im Prinzip beliebiger Art sein, zum Beispiel bei literarischen Spielformen wie Leipogrammen.
Der Begriff wurde von Quintilian erstmals verwendet (lat. oratio vincta). Er bezog sich dabei auf die teilweise, vor allem bei Klauseln am Satzschluss geregelte Sprache der Rhetorik, zunächst also auf (Kunst-)Prosa.
Cicero bezeichnete zuvor in seinem Orator den Dichter als durch das Versmaß stärker gebunden als den Redner (versu sit astrictior) und die durch das Versmaß geregelte Sprache als durch dieses gebunden (numeris astricta), daher in der Folge die Bezeichnung oratio astricta für die gebundene Rede, die ab der Renaissance auf die Poesie als höchste Form der Rhetorik übertragen und schließlich auf diese beschränkt wurde. Ab dem Barock ist die seit 1630 als oratio ligata (Johann Heinrich Alsted) bezeichnete „gebundene Rede“ synonym mit metrisch geregelter, insbesondere gereimter Sprache. In dieser Bedeutung wird der Begriff bis heute als gehobene Ersatzbezeichnung für Verstexte verwendet.
Der Gegensatz von „gebundener Rede“ ist „ungebundene Rede“ (oratio soluta).